# 科内利斯·德亚赫
科内利斯·“克斯”·德亚赫（荷蘭語：Cornelis "Kees" de Jager，1921年4月29日—2021年5月27日），男，荷兰天文学家，乌特勒支大学教授，主要研究方向为太阳物理。

## 生平
1939年至1945年就读于乌特勒支大学。1967年至1973年任国际天文学联合会秘书长。